# Bures-en-Bray
Bures-en-Bray è un comune francese di 326 abitanti situato nel dipartimento della Senna Marittima nella regione della Normandia.

## Società

### Evoluzione demografica
Abitanti censiti